# Daniel Hölzle
Daniel Hölzle (* 22. August 1981; heimatberechtigt in Liestal) ist ein Schweizer Politiker (Grüne).

## Leben
Daniel Hölzle machte eine Lehre zum Chemikanten. Er studierte anschliessend Chemie und erlangte das Lehramt für die Sekundarstufe II. Hölzle ist als Schulleiter der Oberstufen an den Schulen Brittnau und Zofingen tätig. Er ist verheiratet, Vater von zwei Kindern und lebt in Zofingen.

## Politik
Daniel Hölzle war von 2017 bis 2020 Mitglied des Einwohnerrates (Legislative) von Zofingen.
Seit 2013 ist Daniel Hölzle Mitglied des Grossen Rates des Kantons Aargau. Er war von 2013 bis 2018 Mitglied der Kommission Öffentliche Sicherheit und ist seit 2018 Mitglied der Geschäftsprüfungskommission. Seit 2021 ist er zudem Mitglied der Kommission Volkswirtschaft und Abgaben und seit 2022 der Interkantonalen Legislativkonferenz.
Daniel Hölzle ist seit 2016 Präsident der Grünen Kanton Aargau sowie der Grünen Bezirk Zofingen.